# Juan José Castro
Juan José Castro (født 7. marts 1895 i Avellaneda, død 3. september 1968 i Buenos Aires, Argentina) var en argentinsk komponist, dirigent og professor.
Castro studerede i sin ungdom klaver og violin i sin fødeby og i Buenos Aires. Han tog senere til Paris, hvor han studerede hos Vincent d'Indy, på dennes skole Scholar Cantorum.
Efter sin hjemkomst til Buenos Aires i 1925, blev han dirigent for Renacimiento kammerorkester, og Teatre Colón.
Castro var professor på Buenos Aires Musikkonservatorium (1939-1943).
Han har skrevet 6 symfonier, orkesterværker, sonater, klaverkoncert, Violin koncert, 3 operaer, ballet musik og 1 stryger kvartet.

## Udvalgte værker
- Symphony Nr. 1 (1931) - for orkester
- Symfoni "Bibelsk" (1932) - for kor og orkester
- Symfoni nr. 2 "Argentina" (1934) - for orkester
- Symphony Nr. 3 (1936) - for orkester
- Symphony Nr. 4 (1939) - for orkester
- Symfoni nr. 5 (1956) - for orkester
- Klaverkoncert (1941) - for klaver og orkester
- 3 operaer(1943, 1951, 1952)
- 1 strygerkvartet
- "Offenbachiana" (1940) – ballet
- "Suite Introspectiva" (1962) – for orkester